# Vagaceratops irvinensis
Vagaceratops irvinensis es la única especie conocida del género extinto Vagaceratops (lat. "cara con cuernos vagabunda") de dinosaurio ceratopsiano ceratópsido, que vivió a finales del período Cretácico, hace aproximadamente 75 millones de años, en el Campaniense, en lo que hoy es Norteamérica. 

## Descripción

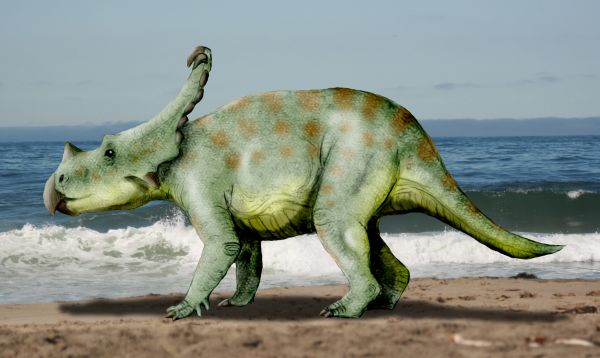
Recreación artística.

Vagaceratops era un ceratopsiano de tamaño mediano, que alcanzaba los 4,5 metros de largo y pesaba 1,2 toneladas. Se conoce principalmente a partir de tres cráneos fósiles. Aunque la estructura general era típica de los ceratópsidos, es decir, un pico de loro, un cuello grande y un cuerno nasal, tiene algunas peculiaridades. Los cráneos se caracterizan por un cuerno supraorbitario reducido, cuernos en las cejas que se reducen a protuberancias bajas y un hocico más grande en comparación con los animales relacionados. Vagaceratops tenía fenestras parietales más pequeñas que la mayoría de los ceratópsidos y tenía una extraña configuración de epoccipitales, huesos que rodean el volante. Poseía diez epoccipitales, ocho de los cuales estaban centralmente aplanados, curvados hacia adelante y hacia arriba y fusionados para formar un margen irregular a lo largo de la parte posterior del volante. El volante era más corto y de forma más cuadrada que otros casmosaurinos, siendo más ancho que largo.

## Descubrimiento e investigación
Su nombre que significa "rostro con cuernos errante", fue colocado en referencia a su estrecha relación con Kosmoceratops de Utah, el cual fue hallado a varios kilómetros de distancia. Sus restos fósiles provienen de la provincia canadiense de Alberta, encontrados en la parte superior de la Formación Dinosaur Park. Este género fue nombrado por D. Scott Sampson, Mark A. Loewen, Andrew A. Farke, Eric M. Roberts, Catherine A. Forster, Joshua A. Smith, y Alan L. Titus en 2010, y la especie tipo es Vagaceratops irvinensis, esta especie fue descrita originalmente como una especie de Chasmosaurus, C. irvinensis, en 2001.

## Clasificación
Vagaceratops ha sido colocado en la subfamilia Chasmosaurinae por los descriptores dentro de la más amplia familia Ceratopsidae. Según un análisis cladístico realizado por Sampson, Vagaceratops no está directamente relacionado con Chasmosaurus, sino que es una especie hermana algo posterior a Kosmoceratops, una especie de más al sur. Esta fue la razón principal para nombrar un género separado. La rama que conduce a Vagaceratops luego se extendería hacia el norte, desplazando a Chasmosaurus y los parientes de Kosmoceratops y Vagaceratops habrían evolucionado hacia los casmosaurinps más derivados. Sus relaciones siguen siendo objeto de debate. Vagaceratops ha sido emparentado de diversas formas con Kosmoceratops o con Chasmosaurus. Recientemente se ha sugerido que Chasmosaurinae tuvo una división evolutiva profunda entre un clado cercano a Chasmosaurus y un clado relacionado con Pentaceratops. Se planteó la hipótesis de que Vagaceratops era el último miembro del clado Chasmosaurus del norte de Laramidia, siendo el último representante del clado su pariente cercano Kosmoceratops.

### Filogenia
El cladograma a continuación sigue la filogenia de Chasmosaurinae realizada Brown et al. en 2015.
|  | Vagaceratops irvinensis   |
|  |                           |
|  | Kosmoceratops richardsoni |
|  |                           |

|  | \| \| Chasmosaurus belli \| \| \| \| \| \| Chasmosaurus russelli \| \| \| \| |
|  |                                                                              |
|  | Mojoceratops perifania                                                       |
|  |                                                                              |
|  | Chasmosaurus belli                                                           |
|  |                                                                              |
|  | Chasmosaurus russelli                                                        |
|  |                                                                              |

|  | Chasmosaurus belli    |
|  |                       |
|  | Chasmosaurus russelli |
|  |                       |

|  | \| \| Chasmosaurus belli \| \| \| \| \| \| Chasmosaurus russelli \| \| \| \| |
|  |                                                                              |
|  | Mojoceratops perifania                                                       |
|  |                                                                              |
|  | Chasmosaurus belli                                                           |
|  |                                                                              |
|  | Chasmosaurus russelli                                                        |
|  |                                                                              |

|  | Chasmosaurus belli    |
|  |                       |
|  | Chasmosaurus russelli |
|  |                       |

|  | Utahceratops gettyi       |
|  |                           |
|  | Pentaceratops sternbergii |
|  |                           |

|  | \| \| Chasmosaurus belli \| \| \| \| \| \| Chasmosaurus russelli \| \| \| \| |
|  |                                                                              |
|  | Mojoceratops perifania                                                       |
|  |                                                                              |
|  | Chasmosaurus belli                                                           |
|  |                                                                              |
|  | Chasmosaurus russelli                                                        |
|  |                                                                              |

|  | Chasmosaurus belli    |
|  |                       |
|  | Chasmosaurus russelli |
|  |                       |

|  | \| \| Chasmosaurus belli \| \| \| \| \| \| Chasmosaurus russelli \| \| \| \| |
|  |                                                                              |
|  | Mojoceratops perifania                                                       |
|  |                                                                              |
|  | Chasmosaurus belli                                                           |
|  |                                                                              |
|  | Chasmosaurus russelli                                                        |
|  |                                                                              |

|  | Chasmosaurus belli    |
|  |                       |
|  | Chasmosaurus russelli |
|  |                       |

|  | Utahceratops gettyi       |
|  |                           |
|  | Pentaceratops sternbergii |
|  |                           |

|  | Bravoceratops polyphemus     |
|  |                              |
|  | Coahuilaceratops magnacuerna |
|  |                              |

|  | \| \| Chasmosaurus belli \| \| \| \| \| \| Chasmosaurus russelli \| \| \| \| |
|  |                                                                              |
|  | Mojoceratops perifania                                                       |
|  |                                                                              |
|  | Chasmosaurus belli                                                           |
|  |                                                                              |
|  | Chasmosaurus russelli                                                        |
|  |                                                                              |

|  | Chasmosaurus belli    |
|  |                       |
|  | Chasmosaurus russelli |
|  |                       |

|  | \| \| Chasmosaurus belli \| \| \| \| \| \| Chasmosaurus russelli \| \| \| \| |
|  |                                                                              |
|  | Mojoceratops perifania                                                       |
|  |                                                                              |
|  | Chasmosaurus belli                                                           |
|  |                                                                              |
|  | Chasmosaurus russelli                                                        |
|  |                                                                              |

|  | Chasmosaurus belli    |
|  |                       |
|  | Chasmosaurus russelli |
|  |                       |

|  | Utahceratops gettyi       |
|  |                           |
|  | Pentaceratops sternbergii |
|  |                           |

|  | \| \| Chasmosaurus belli \| \| \| \| \| \| Chasmosaurus russelli \| \| \| \| |
|  |                                                                              |
|  | Mojoceratops perifania                                                       |
|  |                                                                              |
|  | Chasmosaurus belli                                                           |
|  |                                                                              |
|  | Chasmosaurus russelli                                                        |
|  |                                                                              |

|  | Chasmosaurus belli    |
|  |                       |
|  | Chasmosaurus russelli |
|  |                       |

|  | \| \| Chasmosaurus belli \| \| \| \| \| \| Chasmosaurus russelli \| \| \| \| |
|  |                                                                              |
|  | Mojoceratops perifania                                                       |
|  |                                                                              |
|  | Chasmosaurus belli                                                           |
|  |                                                                              |
|  | Chasmosaurus russelli                                                        |
|  |                                                                              |

|  | Chasmosaurus belli    |
|  |                       |
|  | Chasmosaurus russelli |
|  |                       |

|  | Utahceratops gettyi       |
|  |                           |
|  | Pentaceratops sternbergii |
|  |                           |

|  | Bravoceratops polyphemus     |
|  |                              |
|  | Coahuilaceratops magnacuerna |
|  |                              |

|  | Anchiceratops ornatus     |
|  |                           |
|  | Arrhinoceratops brachyops |
|  |                           |

|  | Torosaurus latus     |
|  |                      |
|  | Torosaurus utahensis |
|  |                      |

|  | Triceratops horridus |
|  |                      |
|  | Triceratops prorsus  |
|  |                      |

|  | Torosaurus latus     |
|  |                      |
|  | Torosaurus utahensis |
|  |                      |

|  | Triceratops horridus |
|  |                      |
|  | Triceratops prorsus  |
|  |                      |

|  | Torosaurus latus     |
|  |                      |
|  | Torosaurus utahensis |
|  |                      |

|  | Triceratops horridus |
|  |                      |
|  | Triceratops prorsus  |
|  |                      |

|  | Torosaurus latus     |
|  |                      |
|  | Torosaurus utahensis |
|  |                      |

|  | Triceratops horridus |
|  |                      |
|  | Triceratops prorsus  |
|  |                      |

|  | Torosaurus latus     |
|  |                      |
|  | Torosaurus utahensis |
|  |                      |

|  | Triceratops horridus |
|  |                      |
|  | Triceratops prorsus  |
|  |                      |

|  | Torosaurus latus     |
|  |                      |
|  | Torosaurus utahensis |
|  |                      |

|  | Triceratops horridus |
|  |                      |
|  | Triceratops prorsus  |
|  |                      |

|  | Torosaurus latus     |
|  |                      |
|  | Torosaurus utahensis |
|  |                      |

|  | Triceratops horridus |
|  |                      |
|  | Triceratops prorsus  |
|  |                      |

|  | Torosaurus latus     |
|  |                      |
|  | Torosaurus utahensis |
|  |                      |

|  | Triceratops horridus |
|  |                      |
|  | Triceratops prorsus  |
|  |                      |

|  | Torosaurus latus     |
|  |                      |
|  | Torosaurus utahensis |
|  |                      |

|  | Triceratops horridus |
|  |                      |
|  | Triceratops prorsus  |
|  |                      |

|  | Torosaurus latus     |
|  |                      |
|  | Torosaurus utahensis |
|  |                      |

|  | Triceratops horridus |
|  |                      |
|  | Triceratops prorsus  |
|  |                      |

|  | Torosaurus latus     |
|  |                      |
|  | Torosaurus utahensis |
|  |                      |

|  | Triceratops horridus |
|  |                      |
|  | Triceratops prorsus  |
|  |                      |

|  | Torosaurus latus     |
|  |                      |
|  | Torosaurus utahensis |
|  |                      |

|  | Triceratops horridus |
|  |                      |
|  | Triceratops prorsus  |
|  |                      |

|  | Torosaurus latus     |
|  |                      |
|  | Torosaurus utahensis |
|  |                      |

|  | Triceratops horridus |
|  |                      |
|  | Triceratops prorsus  |
|  |                      |

|  | Torosaurus latus     |
|  |                      |
|  | Torosaurus utahensis |
|  |                      |

|  | Triceratops horridus |
|  |                      |
|  | Triceratops prorsus  |
|  |                      |

|  | Torosaurus latus     |
|  |                      |
|  | Torosaurus utahensis |
|  |                      |

|  | Triceratops horridus |
|  |                      |
|  | Triceratops prorsus  |
|  |                      |

|  | Torosaurus latus     |
|  |                      |
|  | Torosaurus utahensis |
|  |                      |

|  | Triceratops horridus |
|  |                      |
|  | Triceratops prorsus  |
|  |                      |

|  | Anchiceratops ornatus     |
|  |                           |
|  | Arrhinoceratops brachyops |
|  |                           |

|  | Torosaurus latus     |
|  |                      |
|  | Torosaurus utahensis |
|  |                      |

|  | Triceratops horridus |
|  |                      |
|  | Triceratops prorsus  |
|  |                      |

|  | Torosaurus latus     |
|  |                      |
|  | Torosaurus utahensis |
|  |                      |

|  | Triceratops horridus |
|  |                      |
|  | Triceratops prorsus  |
|  |                      |

|  | Torosaurus latus     |
|  |                      |
|  | Torosaurus utahensis |
|  |                      |

|  | Triceratops horridus |
|  |                      |
|  | Triceratops prorsus  |
|  |                      |

|  | Torosaurus latus     |
|  |                      |
|  | Torosaurus utahensis |
|  |                      |

|  | Triceratops horridus |
|  |                      |
|  | Triceratops prorsus  |
|  |                      |

|  | Torosaurus latus     |
|  |                      |
|  | Torosaurus utahensis |
|  |                      |

|  | Triceratops horridus |
|  |                      |
|  | Triceratops prorsus  |
|  |                      |

|  | Torosaurus latus     |
|  |                      |
|  | Torosaurus utahensis |
|  |                      |

|  | Triceratops horridus |
|  |                      |
|  | Triceratops prorsus  |
|  |                      |

|  | Torosaurus latus     |
|  |                      |
|  | Torosaurus utahensis |
|  |                      |

|  | Triceratops horridus |
|  |                      |
|  | Triceratops prorsus  |
|  |                      |

|  | Torosaurus latus     |
|  |                      |
|  | Torosaurus utahensis |
|  |                      |

|  | Triceratops horridus |
|  |                      |
|  | Triceratops prorsus  |
|  |                      |

|  | Torosaurus latus     |
|  |                      |
|  | Torosaurus utahensis |
|  |                      |

|  | Triceratops horridus |
|  |                      |
|  | Triceratops prorsus  |
|  |                      |

|  | Torosaurus latus     |
|  |                      |
|  | Torosaurus utahensis |
|  |                      |

|  | Triceratops horridus |
|  |                      |
|  | Triceratops prorsus  |
|  |                      |

|  | Torosaurus latus     |
|  |                      |
|  | Torosaurus utahensis |
|  |                      |

|  | Triceratops horridus |
|  |                      |
|  | Triceratops prorsus  |
|  |                      |

|  | Torosaurus latus     |
|  |                      |
|  | Torosaurus utahensis |
|  |                      |

|  | Triceratops horridus |
|  |                      |
|  | Triceratops prorsus  |
|  |                      |

|  | Torosaurus latus     |
|  |                      |
|  | Torosaurus utahensis |
|  |                      |

|  | Triceratops horridus |
|  |                      |
|  | Triceratops prorsus  |
|  |                      |

|  | Torosaurus latus     |
|  |                      |
|  | Torosaurus utahensis |
|  |                      |

|  | Triceratops horridus |
|  |                      |
|  | Triceratops prorsus  |
|  |                      |

|  | Torosaurus latus     |
|  |                      |
|  | Torosaurus utahensis |
|  |                      |

|  | Triceratops horridus |
|  |                      |
|  | Triceratops prorsus  |
|  |                      |

|  | Torosaurus latus     |
|  |                      |
|  | Torosaurus utahensis |
|  |                      |

|  | Triceratops horridus |
|  |                      |
|  | Triceratops prorsus  |
|  |                      |

|  | \| \| Chasmosaurus belli \| \| \| \| \| \| Chasmosaurus russelli \| \| \| \| |
|  |                                                                              |
|  | Mojoceratops perifania                                                       |
|  |                                                                              |
|  | Chasmosaurus belli                                                           |
|  |                                                                              |
|  | Chasmosaurus russelli                                                        |
|  |                                                                              |

|  | Chasmosaurus belli    |
|  |                       |
|  | Chasmosaurus russelli |
|  |                       |

|  | \| \| Chasmosaurus belli \| \| \| \| \| \| Chasmosaurus russelli \| \| \| \| |
|  |                                                                              |
|  | Mojoceratops perifania                                                       |
|  |                                                                              |
|  | Chasmosaurus belli                                                           |
|  |                                                                              |
|  | Chasmosaurus russelli                                                        |
|  |                                                                              |

|  | Chasmosaurus belli    |
|  |                       |
|  | Chasmosaurus russelli |
|  |                       |

|  | Utahceratops gettyi       |
|  |                           |
|  | Pentaceratops sternbergii |
|  |                           |

|  | \| \| Chasmosaurus belli \| \| \| \| \| \| Chasmosaurus russelli \| \| \| \| |
|  |                                                                              |
|  | Mojoceratops perifania                                                       |
|  |                                                                              |
|  | Chasmosaurus belli                                                           |
|  |                                                                              |
|  | Chasmosaurus russelli                                                        |
|  |                                                                              |

|  | Chasmosaurus belli    |
|  |                       |
|  | Chasmosaurus russelli |
|  |                       |

|  | \| \| Chasmosaurus belli \| \| \| \| \| \| Chasmosaurus russelli \| \| \| \| |
|  |                                                                              |
|  | Mojoceratops perifania                                                       |
|  |                                                                              |
|  | Chasmosaurus belli                                                           |
|  |                                                                              |
|  | Chasmosaurus russelli                                                        |
|  |                                                                              |

|  | Chasmosaurus belli    |
|  |                       |
|  | Chasmosaurus russelli |
|  |                       |

|  | Utahceratops gettyi       |
|  |                           |
|  | Pentaceratops sternbergii |
|  |                           |

|  | Bravoceratops polyphemus     |
|  |                              |
|  | Coahuilaceratops magnacuerna |
|  |                              |

|  | \| \| Chasmosaurus belli \| \| \| \| \| \| Chasmosaurus russelli \| \| \| \| |
|  |                                                                              |
|  | Mojoceratops perifania                                                       |
|  |                                                                              |
|  | Chasmosaurus belli                                                           |
|  |                                                                              |
|  | Chasmosaurus russelli                                                        |
|  |                                                                              |

|  | Chasmosaurus belli    |
|  |                       |
|  | Chasmosaurus russelli |
|  |                       |

|  | \| \| Chasmosaurus belli \| \| \| \| \| \| Chasmosaurus russelli \| \| \| \| |
|  |                                                                              |
|  | Mojoceratops perifania                                                       |
|  |                                                                              |
|  | Chasmosaurus belli                                                           |
|  |                                                                              |
|  | Chasmosaurus russelli                                                        |
|  |                                                                              |

|  | Chasmosaurus belli    |
|  |                       |
|  | Chasmosaurus russelli |
|  |                       |

|  | Utahceratops gettyi       |
|  |                           |
|  | Pentaceratops sternbergii |
|  |                           |

|  | \| \| Chasmosaurus belli \| \| \| \| \| \| Chasmosaurus russelli \| \| \| \| |
|  |                                                                              |
|  | Mojoceratops perifania                                                       |
|  |                                                                              |
|  | Chasmosaurus belli                                                           |
|  |                                                                              |
|  | Chasmosaurus russelli                                                        |
|  |                                                                              |

|  | Chasmosaurus belli    |
|  |                       |
|  | Chasmosaurus russelli |
|  |                       |

|  | \| \| Chasmosaurus belli \| \| \| \| \| \| Chasmosaurus russelli \| \| \| \| |
|  |                                                                              |
|  | Mojoceratops perifania                                                       |
|  |                                                                              |
|  | Chasmosaurus belli                                                           |
|  |                                                                              |
|  | Chasmosaurus russelli                                                        |
|  |                                                                              |

|  | Chasmosaurus belli    |
|  |                       |
|  | Chasmosaurus russelli |
|  |                       |

|  | Utahceratops gettyi       |
|  |                           |
|  | Pentaceratops sternbergii |
|  |                           |

|  | Bravoceratops polyphemus     |
|  |                              |
|  | Coahuilaceratops magnacuerna |
|  |                              |

|  | Anchiceratops ornatus     |
|  |                           |
|  | Arrhinoceratops brachyops |
|  |                           |

|  | Torosaurus latus     |
|  |                      |
|  | Torosaurus utahensis |
|  |                      |

|  | Triceratops horridus |
|  |                      |
|  | Triceratops prorsus  |
|  |                      |

|  | Torosaurus latus     |
|  |                      |
|  | Torosaurus utahensis |
|  |                      |

|  | Triceratops horridus |
|  |                      |
|  | Triceratops prorsus  |
|  |                      |

|  | Torosaurus latus     |
|  |                      |
|  | Torosaurus utahensis |
|  |                      |

|  | Triceratops horridus |
|  |                      |
|  | Triceratops prorsus  |
|  |                      |

|  | Torosaurus latus     |
|  |                      |
|  | Torosaurus utahensis |
|  |                      |

|  | Triceratops horridus |
|  |                      |
|  | Triceratops prorsus  |
|  |                      |

|  | Torosaurus latus     |
|  |                      |
|  | Torosaurus utahensis |
|  |                      |

|  | Triceratops horridus |
|  |                      |
|  | Triceratops prorsus  |
|  |                      |

|  | Torosaurus latus     |
|  |                      |
|  | Torosaurus utahensis |
|  |                      |

|  | Triceratops horridus |
|  |                      |
|  | Triceratops prorsus  |
|  |                      |

|  | Torosaurus latus     |
|  |                      |
|  | Torosaurus utahensis |
|  |                      |

|  | Triceratops horridus |
|  |                      |
|  | Triceratops prorsus  |
|  |                      |

|  | Torosaurus latus     |
|  |                      |
|  | Torosaurus utahensis |
|  |                      |

|  | Triceratops horridus |
|  |                      |
|  | Triceratops prorsus  |
|  |                      |

|  | Torosaurus latus     |
|  |                      |
|  | Torosaurus utahensis |
|  |                      |

|  | Triceratops horridus |
|  |                      |
|  | Triceratops prorsus  |
|  |                      |

|  | Torosaurus latus     |
|  |                      |
|  | Torosaurus utahensis |
|  |                      |

|  | Triceratops horridus |
|  |                      |
|  | Triceratops prorsus  |
|  |                      |

|  | Torosaurus latus     |
|  |                      |
|  | Torosaurus utahensis |
|  |                      |

|  | Triceratops horridus |
|  |                      |
|  | Triceratops prorsus  |
|  |                      |

|  | Torosaurus latus     |
|  |                      |
|  | Torosaurus utahensis |
|  |                      |

|  | Triceratops horridus |
|  |                      |
|  | Triceratops prorsus  |
|  |                      |

|  | Torosaurus latus     |
|  |                      |
|  | Torosaurus utahensis |
|  |                      |

|  | Triceratops horridus |
|  |                      |
|  | Triceratops prorsus  |
|  |                      |

|  | Torosaurus latus     |
|  |                      |
|  | Torosaurus utahensis |
|  |                      |

|  | Triceratops horridus |
|  |                      |
|  | Triceratops prorsus  |
|  |                      |

|  | Torosaurus latus     |
|  |                      |
|  | Torosaurus utahensis |
|  |                      |

|  | Triceratops horridus |
|  |                      |
|  | Triceratops prorsus  |
|  |                      |

|  | Torosaurus latus     |
|  |                      |
|  | Torosaurus utahensis |
|  |                      |

|  | Triceratops horridus |
|  |                      |
|  | Triceratops prorsus  |
|  |                      |

|  | Anchiceratops ornatus     |
|  |                           |
|  | Arrhinoceratops brachyops |
|  |                           |

|  | Torosaurus latus     |
|  |                      |
|  | Torosaurus utahensis |
|  |                      |

|  | Triceratops horridus |
|  |                      |
|  | Triceratops prorsus  |
|  |                      |

|  | Torosaurus latus     |
|  |                      |
|  | Torosaurus utahensis |
|  |                      |

|  | Triceratops horridus |
|  |                      |
|  | Triceratops prorsus  |
|  |                      |

|  | Torosaurus latus     |
|  |                      |
|  | Torosaurus utahensis |
|  |                      |

|  | Triceratops horridus |
|  |                      |
|  | Triceratops prorsus  |
|  |                      |

|  | Torosaurus latus     |
|  |                      |
|  | Torosaurus utahensis |
|  |                      |

|  | Triceratops horridus |
|  |                      |
|  | Triceratops prorsus  |
|  |                      |

|  | Torosaurus latus     |
|  |                      |
|  | Torosaurus utahensis |
|  |                      |

|  | Triceratops horridus |
|  |                      |
|  | Triceratops prorsus  |
|  |                      |

|  | Torosaurus latus     |
|  |                      |
|  | Torosaurus utahensis |
|  |                      |

|  | Triceratops horridus |
|  |                      |
|  | Triceratops prorsus  |
|  |                      |

|  | Torosaurus latus     |
|  |                      |
|  | Torosaurus utahensis |
|  |                      |

|  | Triceratops horridus |
|  |                      |
|  | Triceratops prorsus  |
|  |                      |

|  | Torosaurus latus     |
|  |                      |
|  | Torosaurus utahensis |
|  |                      |

|  | Triceratops horridus |
|  |                      |
|  | Triceratops prorsus  |
|  |                      |

|  | Torosaurus latus     |
|  |                      |
|  | Torosaurus utahensis |
|  |                      |

|  | Triceratops horridus |
|  |                      |
|  | Triceratops prorsus  |
|  |                      |

|  | Torosaurus latus     |
|  |                      |
|  | Torosaurus utahensis |
|  |                      |

|  | Triceratops horridus |
|  |                      |
|  | Triceratops prorsus  |
|  |                      |

|  | Torosaurus latus     |
|  |                      |
|  | Torosaurus utahensis |
|  |                      |

|  | Triceratops horridus |
|  |                      |
|  | Triceratops prorsus  |
|  |                      |

|  | Torosaurus latus     |
|  |                      |
|  | Torosaurus utahensis |
|  |                      |

|  | Triceratops horridus |
|  |                      |
|  | Triceratops prorsus  |
|  |                      |

|  | Torosaurus latus     |
|  |                      |
|  | Torosaurus utahensis |
|  |                      |

|  | Triceratops horridus |
|  |                      |
|  | Triceratops prorsus  |
|  |                      |

|  | Torosaurus latus     |
|  |                      |
|  | Torosaurus utahensis |
|  |                      |

|  | Triceratops horridus |
|  |                      |
|  | Triceratops prorsus  |
|  |                      |

|  | Torosaurus latus     |
|  |                      |
|  | Torosaurus utahensis |
|  |                      |

|  | Triceratops horridus |
|  |                      |
|  | Triceratops prorsus  |
|  |                      |

|  | Torosaurus latus     |
|  |                      |
|  | Torosaurus utahensis |
|  |                      |

|  | Triceratops horridus |
|  |                      |
|  | Triceratops prorsus  |
|  |                      |

|  | Vagaceratops irvinensis   |
|  |                           |
|  | Kosmoceratops richardsoni |
|  |                           |

|  | \| \| Chasmosaurus belli \| \| \| \| \| \| Chasmosaurus russelli \| \| \| \| |
|  |                                                                              |
|  | Mojoceratops perifania                                                       |
|  |                                                                              |
|  | Chasmosaurus belli                                                           |
|  |                                                                              |
|  | Chasmosaurus russelli                                                        |
|  |                                                                              |

|  | Chasmosaurus belli    |
|  |                       |
|  | Chasmosaurus russelli |
|  |                       |

|  | \| \| Chasmosaurus belli \| \| \| \| \| \| Chasmosaurus russelli \| \| \| \| |
|  |                                                                              |
|  | Mojoceratops perifania                                                       |
|  |                                                                              |
|  | Chasmosaurus belli                                                           |
|  |                                                                              |
|  | Chasmosaurus russelli                                                        |
|  |                                                                              |

|  | Chasmosaurus belli    |
|  |                       |
|  | Chasmosaurus russelli |
|  |                       |

|  | Utahceratops gettyi       |
|  |                           |
|  | Pentaceratops sternbergii |
|  |                           |

|  | \| \| Chasmosaurus belli \| \| \| \| \| \| Chasmosaurus russelli \| \| \| \| |
|  |                                                                              |
|  | Mojoceratops perifania                                                       |
|  |                                                                              |
|  | Chasmosaurus belli                                                           |
|  |                                                                              |
|  | Chasmosaurus russelli                                                        |
|  |                                                                              |

|  | Chasmosaurus belli    |
|  |                       |
|  | Chasmosaurus russelli |
|  |                       |

|  | \| \| Chasmosaurus belli \| \| \| \| \| \| Chasmosaurus russelli \| \| \| \| |
|  |                                                                              |
|  | Mojoceratops perifania                                                       |
|  |                                                                              |
|  | Chasmosaurus belli                                                           |
|  |                                                                              |
|  | Chasmosaurus russelli                                                        |
|  |                                                                              |

|  | Chasmosaurus belli    |
|  |                       |
|  | Chasmosaurus russelli |
|  |                       |

|  | Utahceratops gettyi       |
|  |                           |
|  | Pentaceratops sternbergii |
|  |                           |

|  | Bravoceratops polyphemus     |
|  |                              |
|  | Coahuilaceratops magnacuerna |
|  |                              |

|  | \| \| Chasmosaurus belli \| \| \| \| \| \| Chasmosaurus russelli \| \| \| \| |
|  |                                                                              |
|  | Mojoceratops perifania                                                       |
|  |                                                                              |
|  | Chasmosaurus belli                                                           |
|  |                                                                              |
|  | Chasmosaurus russelli                                                        |
|  |                                                                              |

|  | Chasmosaurus belli    |
|  |                       |
|  | Chasmosaurus russelli |
|  |                       |

|  | \| \| Chasmosaurus belli \| \| \| \| \| \| Chasmosaurus russelli \| \| \| \| |
|  |                                                                              |
|  | Mojoceratops perifania                                                       |
|  |                                                                              |
|  | Chasmosaurus belli                                                           |
|  |                                                                              |
|  | Chasmosaurus russelli                                                        |
|  |                                                                              |

|  | Chasmosaurus belli    |
|  |                       |
|  | Chasmosaurus russelli |
|  |                       |

|  | Utahceratops gettyi       |
|  |                           |
|  | Pentaceratops sternbergii |
|  |                           |

|  | \| \| Chasmosaurus belli \| \| \| \| \| \| Chasmosaurus russelli \| \| \| \| |
|  |                                                                              |
|  | Mojoceratops perifania                                                       |
|  |                                                                              |
|  | Chasmosaurus belli                                                           |
|  |                                                                              |
|  | Chasmosaurus russelli                                                        |
|  |                                                                              |

|  | Chasmosaurus belli    |
|  |                       |
|  | Chasmosaurus russelli |
|  |                       |

|  | \| \| Chasmosaurus belli \| \| \| \| \| \| Chasmosaurus russelli \| \| \| \| |
|  |                                                                              |
|  | Mojoceratops perifania                                                       |
|  |                                                                              |
|  | Chasmosaurus belli                                                           |
|  |                                                                              |
|  | Chasmosaurus russelli                                                        |
|  |                                                                              |

|  | Chasmosaurus belli    |
|  |                       |
|  | Chasmosaurus russelli |
|  |                       |

|  | Utahceratops gettyi       |
|  |                           |
|  | Pentaceratops sternbergii |
|  |                           |

|  | Bravoceratops polyphemus     |
|  |                              |
|  | Coahuilaceratops magnacuerna |
|  |                              |

|  | Anchiceratops ornatus     |
|  |                           |
|  | Arrhinoceratops brachyops |
|  |                           |

|  | Torosaurus latus     |
|  |                      |
|  | Torosaurus utahensis |
|  |                      |

|  | Triceratops horridus |
|  |                      |
|  | Triceratops prorsus  |
|  |                      |

|  | Torosaurus latus     |
|  |                      |
|  | Torosaurus utahensis |
|  |                      |

|  | Triceratops horridus |
|  |                      |
|  | Triceratops prorsus  |
|  |                      |

|  | Torosaurus latus     |
|  |                      |
|  | Torosaurus utahensis |
|  |                      |

|  | Triceratops horridus |
|  |                      |
|  | Triceratops prorsus  |
|  |                      |

|  | Torosaurus latus     |
|  |                      |
|  | Torosaurus utahensis |
|  |                      |

|  | Triceratops horridus |
|  |                      |
|  | Triceratops prorsus  |
|  |                      |

|  | Torosaurus latus     |
|  |                      |
|  | Torosaurus utahensis |
|  |                      |

|  | Triceratops horridus |
|  |                      |
|  | Triceratops prorsus  |
|  |                      |

|  | Torosaurus latus     |
|  |                      |
|  | Torosaurus utahensis |
|  |                      |

|  | Triceratops horridus |
|  |                      |
|  | Triceratops prorsus  |
|  |                      |

|  | Torosaurus latus     |
|  |                      |
|  | Torosaurus utahensis |
|  |                      |

|  | Triceratops horridus |
|  |                      |
|  | Triceratops prorsus  |
|  |                      |

|  | Torosaurus latus     |
|  |                      |
|  | Torosaurus utahensis |
|  |                      |

|  | Triceratops horridus |
|  |                      |
|  | Triceratops prorsus  |
|  |                      |

|  | Torosaurus latus     |
|  |                      |
|  | Torosaurus utahensis |
|  |                      |

|  | Triceratops horridus |
|  |                      |
|  | Triceratops prorsus  |
|  |                      |

|  | Torosaurus latus     |
|  |                      |
|  | Torosaurus utahensis |
|  |                      |

|  | Triceratops horridus |
|  |                      |
|  | Triceratops prorsus  |
|  |                      |

|  | Torosaurus latus     |
|  |                      |
|  | Torosaurus utahensis |
|  |                      |

|  | Triceratops horridus |
|  |                      |
|  | Triceratops prorsus  |
|  |                      |

|  | Torosaurus latus     |
|  |                      |
|  | Torosaurus utahensis |
|  |                      |

|  | Triceratops horridus |
|  |                      |
|  | Triceratops prorsus  |
|  |                      |

|  | Torosaurus latus     |
|  |                      |
|  | Torosaurus utahensis |
|  |                      |

|  | Triceratops horridus |
|  |                      |
|  | Triceratops prorsus  |
|  |                      |

|  | Torosaurus latus     |
|  |                      |
|  | Torosaurus utahensis |
|  |                      |

|  | Triceratops horridus |
|  |                      |
|  | Triceratops prorsus  |
|  |                      |

|  | Torosaurus latus     |
|  |                      |
|  | Torosaurus utahensis |
|  |                      |

|  | Triceratops horridus |
|  |                      |
|  | Triceratops prorsus  |
|  |                      |

|  | Torosaurus latus     |
|  |                      |
|  | Torosaurus utahensis |
|  |                      |

|  | Triceratops horridus |
|  |                      |
|  | Triceratops prorsus  |
|  |                      |

|  | Anchiceratops ornatus     |
|  |                           |
|  | Arrhinoceratops brachyops |
|  |                           |

|  | Torosaurus latus     |
|  |                      |
|  | Torosaurus utahensis |
|  |                      |

|  | Triceratops horridus |
|  |                      |
|  | Triceratops prorsus  |
|  |                      |

|  | Torosaurus latus     |
|  |                      |
|  | Torosaurus utahensis |
|  |                      |

|  | Triceratops horridus |
|  |                      |
|  | Triceratops prorsus  |
|  |                      |

|  | Torosaurus latus     |
|  |                      |
|  | Torosaurus utahensis |
|  |                      |

|  | Triceratops horridus |
|  |                      |
|  | Triceratops prorsus  |
|  |                      |

|  | Torosaurus latus     |
|  |                      |
|  | Torosaurus utahensis |
|  |                      |

|  | Triceratops horridus |
|  |                      |
|  | Triceratops prorsus  |
|  |                      |

|  | Torosaurus latus     |
|  |                      |
|  | Torosaurus utahensis |
|  |                      |

|  | Triceratops horridus |
|  |                      |
|  | Triceratops prorsus  |
|  |                      |

|  | Torosaurus latus     |
|  |                      |
|  | Torosaurus utahensis |
|  |                      |

|  | Triceratops horridus |
|  |                      |
|  | Triceratops prorsus  |
|  |                      |

|  | Torosaurus latus     |
|  |                      |
|  | Torosaurus utahensis |
|  |                      |

|  | Triceratops horridus |
|  |                      |
|  | Triceratops prorsus  |
|  |                      |

|  | Torosaurus latus     |
|  |                      |
|  | Torosaurus utahensis |
|  |                      |

|  | Triceratops horridus |
|  |                      |
|  | Triceratops prorsus  |
|  |                      |

|  | Torosaurus latus     |
|  |                      |
|  | Torosaurus utahensis |
|  |                      |

|  | Triceratops horridus |
|  |                      |
|  | Triceratops prorsus  |
|  |                      |

|  | Torosaurus latus     |
|  |                      |
|  | Torosaurus utahensis |
|  |                      |

|  | Triceratops horridus |
|  |                      |
|  | Triceratops prorsus  |
|  |                      |

|  | Torosaurus latus     |
|  |                      |
|  | Torosaurus utahensis |
|  |                      |

|  | Triceratops horridus |
|  |                      |
|  | Triceratops prorsus  |
|  |                      |

|  | Torosaurus latus     |
|  |                      |
|  | Torosaurus utahensis |
|  |                      |

|  | Triceratops horridus |
|  |                      |
|  | Triceratops prorsus  |
|  |                      |

|  | Torosaurus latus     |
|  |                      |
|  | Torosaurus utahensis |
|  |                      |

|  | Triceratops horridus |
|  |                      |
|  | Triceratops prorsus  |
|  |                      |

|  | Torosaurus latus     |
|  |                      |
|  | Torosaurus utahensis |
|  |                      |

|  | Triceratops horridus |
|  |                      |
|  | Triceratops prorsus  |
|  |                      |

|  | Torosaurus latus     |
|  |                      |
|  | Torosaurus utahensis |
|  |                      |

|  | Triceratops horridus |
|  |                      |
|  | Triceratops prorsus  |
|  |                      |

|  | Torosaurus latus     |
|  |                      |
|  | Torosaurus utahensis |
|  |                      |

|  | Triceratops horridus |
|  |                      |
|  | Triceratops prorsus  |
|  |                      |

|  | \| \| Chasmosaurus belli \| \| \| \| \| \| Chasmosaurus russelli \| \| \| \| |
|  |                                                                              |
|  | Mojoceratops perifania                                                       |
|  |                                                                              |
|  | Chasmosaurus belli                                                           |
|  |                                                                              |
|  | Chasmosaurus russelli                                                        |
|  |                                                                              |

|  | Chasmosaurus belli    |
|  |                       |
|  | Chasmosaurus russelli |
|  |                       |

|  | \| \| Chasmosaurus belli \| \| \| \| \| \| Chasmosaurus russelli \| \| \| \| |
|  |                                                                              |
|  | Mojoceratops perifania                                                       |
|  |                                                                              |
|  | Chasmosaurus belli                                                           |
|  |                                                                              |
|  | Chasmosaurus russelli                                                        |
|  |                                                                              |

|  | Chasmosaurus belli    |
|  |                       |
|  | Chasmosaurus russelli |
|  |                       |

|  | Utahceratops gettyi       |
|  |                           |
|  | Pentaceratops sternbergii |
|  |                           |

|  | \| \| Chasmosaurus belli \| \| \| \| \| \| Chasmosaurus russelli \| \| \| \| |
|  |                                                                              |
|  | Mojoceratops perifania                                                       |
|  |                                                                              |
|  | Chasmosaurus belli                                                           |
|  |                                                                              |
|  | Chasmosaurus russelli                                                        |
|  |                                                                              |

|  | Chasmosaurus belli    |
|  |                       |
|  | Chasmosaurus russelli |
|  |                       |

|  | \| \| Chasmosaurus belli \| \| \| \| \| \| Chasmosaurus russelli \| \| \| \| |
|  |                                                                              |
|  | Mojoceratops perifania                                                       |
|  |                                                                              |
|  | Chasmosaurus belli                                                           |
|  |                                                                              |
|  | Chasmosaurus russelli                                                        |
|  |                                                                              |

|  | Chasmosaurus belli    |
|  |                       |
|  | Chasmosaurus russelli |
|  |                       |

|  | Utahceratops gettyi       |
|  |                           |
|  | Pentaceratops sternbergii |
|  |                           |

|  | Bravoceratops polyphemus     |
|  |                              |
|  | Coahuilaceratops magnacuerna |
|  |                              |

|  | \| \| Chasmosaurus belli \| \| \| \| \| \| Chasmosaurus russelli \| \| \| \| |
|  |                                                                              |
|  | Mojoceratops perifania                                                       |
|  |                                                                              |
|  | Chasmosaurus belli                                                           |
|  |                                                                              |
|  | Chasmosaurus russelli                                                        |
|  |                                                                              |

|  | Chasmosaurus belli    |
|  |                       |
|  | Chasmosaurus russelli |
|  |                       |

|  | \| \| Chasmosaurus belli \| \| \| \| \| \| Chasmosaurus russelli \| \| \| \| |
|  |                                                                              |
|  | Mojoceratops perifania                                                       |
|  |                                                                              |
|  | Chasmosaurus belli                                                           |
|  |                                                                              |
|  | Chasmosaurus russelli                                                        |
|  |                                                                              |

|  | Chasmosaurus belli    |
|  |                       |
|  | Chasmosaurus russelli |
|  |                       |

|  | Utahceratops gettyi       |
|  |                           |
|  | Pentaceratops sternbergii |
|  |                           |

|  | \| \| Chasmosaurus belli \| \| \| \| \| \| Chasmosaurus russelli \| \| \| \| |
|  |                                                                              |
|  | Mojoceratops perifania                                                       |
|  |                                                                              |
|  | Chasmosaurus belli                                                           |
|  |                                                                              |
|  | Chasmosaurus russelli                                                        |
|  |                                                                              |

|  | Chasmosaurus belli    |
|  |                       |
|  | Chasmosaurus russelli |
|  |                       |

|  | \| \| Chasmosaurus belli \| \| \| \| \| \| Chasmosaurus russelli \| \| \| \| |
|  |                                                                              |
|  | Mojoceratops perifania                                                       |
|  |                                                                              |
|  | Chasmosaurus belli                                                           |
|  |                                                                              |
|  | Chasmosaurus russelli                                                        |
|  |                                                                              |

|  | Chasmosaurus belli    |
|  |                       |
|  | Chasmosaurus russelli |
|  |                       |

|  | Utahceratops gettyi       |
|  |                           |
|  | Pentaceratops sternbergii |
|  |                           |

|  | Bravoceratops polyphemus     |
|  |                              |
|  | Coahuilaceratops magnacuerna |
|  |                              |

|  | Anchiceratops ornatus     |
|  |                           |
|  | Arrhinoceratops brachyops |
|  |                           |

|  | Torosaurus latus     |
|  |                      |
|  | Torosaurus utahensis |
|  |                      |

|  | Triceratops horridus |
|  |                      |
|  | Triceratops prorsus  |
|  |                      |

|  | Torosaurus latus     |
|  |                      |
|  | Torosaurus utahensis |
|  |                      |

|  | Triceratops horridus |
|  |                      |
|  | Triceratops prorsus  |
|  |                      |

|  | Torosaurus latus     |
|  |                      |
|  | Torosaurus utahensis |
|  |                      |

|  | Triceratops horridus |
|  |                      |
|  | Triceratops prorsus  |
|  |                      |

|  | Torosaurus latus     |
|  |                      |
|  | Torosaurus utahensis |
|  |                      |

|  | Triceratops horridus |
|  |                      |
|  | Triceratops prorsus  |
|  |                      |

|  | Torosaurus latus     |
|  |                      |
|  | Torosaurus utahensis |
|  |                      |

|  | Triceratops horridus |
|  |                      |
|  | Triceratops prorsus  |
|  |                      |

|  | Torosaurus latus     |
|  |                      |
|  | Torosaurus utahensis |
|  |                      |

|  | Triceratops horridus |
|  |                      |
|  | Triceratops prorsus  |
|  |                      |

|  | Torosaurus latus     |
|  |                      |
|  | Torosaurus utahensis |
|  |                      |

|  | Triceratops horridus |
|  |                      |
|  | Triceratops prorsus  |
|  |                      |

|  | Torosaurus latus     |
|  |                      |
|  | Torosaurus utahensis |
|  |                      |

|  | Triceratops horridus |
|  |                      |
|  | Triceratops prorsus  |
|  |                      |

|  | Torosaurus latus     |
|  |                      |
|  | Torosaurus utahensis |
|  |                      |

|  | Triceratops horridus |
|  |                      |
|  | Triceratops prorsus  |
|  |                      |

|  | Torosaurus latus     |
|  |                      |
|  | Torosaurus utahensis |
|  |                      |

|  | Triceratops horridus |
|  |                      |
|  | Triceratops prorsus  |
|  |                      |

|  | Torosaurus latus     |
|  |                      |
|  | Torosaurus utahensis |
|  |                      |

|  | Triceratops horridus |
|  |                      |
|  | Triceratops prorsus  |
|  |                      |

|  | Torosaurus latus     |
|  |                      |
|  | Torosaurus utahensis |
|  |                      |

|  | Triceratops horridus |
|  |                      |
|  | Triceratops prorsus  |
|  |                      |

|  | Torosaurus latus     |
|  |                      |
|  | Torosaurus utahensis |
|  |                      |

|  | Triceratops horridus |
|  |                      |
|  | Triceratops prorsus  |
|  |                      |

|  | Torosaurus latus     |
|  |                      |
|  | Torosaurus utahensis |
|  |                      |

|  | Triceratops horridus |
|  |                      |
|  | Triceratops prorsus  |
|  |                      |

|  | Torosaurus latus     |
|  |                      |
|  | Torosaurus utahensis |
|  |                      |

|  | Triceratops horridus |
|  |                      |
|  | Triceratops prorsus  |
|  |                      |

|  | Torosaurus latus     |
|  |                      |
|  | Torosaurus utahensis |
|  |                      |

|  | Triceratops horridus |
|  |                      |
|  | Triceratops prorsus  |
|  |                      |

|  | Anchiceratops ornatus     |
|  |                           |
|  | Arrhinoceratops brachyops |
|  |                           |

|  | Torosaurus latus     |
|  |                      |
|  | Torosaurus utahensis |
|  |                      |

|  | Triceratops horridus |
|  |                      |
|  | Triceratops prorsus  |
|  |                      |

|  | Torosaurus latus     |
|  |                      |
|  | Torosaurus utahensis |
|  |                      |

|  | Triceratops horridus |
|  |                      |
|  | Triceratops prorsus  |
|  |                      |

|  | Torosaurus latus     |
|  |                      |
|  | Torosaurus utahensis |
|  |                      |

|  | Triceratops horridus |
|  |                      |
|  | Triceratops prorsus  |
|  |                      |

|  | Torosaurus latus     |
|  |                      |
|  | Torosaurus utahensis |
|  |                      |

|  | Triceratops horridus |
|  |                      |
|  | Triceratops prorsus  |
|  |                      |

|  | Torosaurus latus     |
|  |                      |
|  | Torosaurus utahensis |
|  |                      |

|  | Triceratops horridus |
|  |                      |
|  | Triceratops prorsus  |
|  |                      |

|  | Torosaurus latus     |
|  |                      |
|  | Torosaurus utahensis |
|  |                      |

|  | Triceratops horridus |
|  |                      |
|  | Triceratops prorsus  |
|  |                      |

|  | Torosaurus latus     |
|  |                      |
|  | Torosaurus utahensis |
|  |                      |

|  | Triceratops horridus |
|  |                      |
|  | Triceratops prorsus  |
|  |                      |

|  | Torosaurus latus     |
|  |                      |
|  | Torosaurus utahensis |
|  |                      |

|  | Triceratops horridus |
|  |                      |
|  | Triceratops prorsus  |
|  |                      |

|  | Torosaurus latus     |
|  |                      |
|  | Torosaurus utahensis |
|  |                      |

|  | Triceratops horridus |
|  |                      |
|  | Triceratops prorsus  |
|  |                      |

|  | Torosaurus latus     |
|  |                      |
|  | Torosaurus utahensis |
|  |                      |

|  | Triceratops horridus |
|  |                      |
|  | Triceratops prorsus  |
|  |                      |

|  | Torosaurus latus     |
|  |                      |
|  | Torosaurus utahensis |
|  |                      |

|  | Triceratops horridus |
|  |                      |
|  | Triceratops prorsus  |
|  |                      |

|  | Torosaurus latus     |
|  |                      |
|  | Torosaurus utahensis |
|  |                      |

|  | Triceratops horridus |
|  |                      |
|  | Triceratops prorsus  |
|  |                      |

|  | Torosaurus latus     |
|  |                      |
|  | Torosaurus utahensis |
|  |                      |

|  | Triceratops horridus |
|  |                      |
|  | Triceratops prorsus  |
|  |                      |

|  | Torosaurus latus     |
|  |                      |
|  | Torosaurus utahensis |
|  |                      |

|  | Triceratops horridus |
|  |                      |
|  | Triceratops prorsus  |
|  |                      |

|  | Torosaurus latus     |
|  |                      |
|  | Torosaurus utahensis |
|  |                      |

|  | Triceratops horridus |
|  |                      |
|  | Triceratops prorsus  |
|  |                      |

|  | Torosaurus latus     |
|  |                      |
|  | Torosaurus utahensis |
|  |                      |

|  | Triceratops horridus |
|  |                      |
|  | Triceratops prorsus  |
|  |                      |

|  | Vagaceratops irvinensis   |
|  |                           |
|  | Kosmoceratops richardsoni |
|  |                           |

|  | \| \| Chasmosaurus belli \| \| \| \| \| \| Chasmosaurus russelli \| \| \| \| |
|  |                                                                              |
|  | Mojoceratops perifania                                                       |
|  |                                                                              |
|  | Chasmosaurus belli                                                           |
|  |                                                                              |
|  | Chasmosaurus russelli                                                        |
|  |                                                                              |

|  | Chasmosaurus belli    |
|  |                       |
|  | Chasmosaurus russelli |
|  |                       |

|  | \| \| Chasmosaurus belli \| \| \| \| \| \| Chasmosaurus russelli \| \| \| \| |
|  |                                                                              |
|  | Mojoceratops perifania                                                       |
|  |                                                                              |
|  | Chasmosaurus belli                                                           |
|  |                                                                              |
|  | Chasmosaurus russelli                                                        |
|  |                                                                              |

|  | Chasmosaurus belli    |
|  |                       |
|  | Chasmosaurus russelli |
|  |                       |

|  | Utahceratops gettyi       |
|  |                           |
|  | Pentaceratops sternbergii |
|  |                           |

|  | \| \| Chasmosaurus belli \| \| \| \| \| \| Chasmosaurus russelli \| \| \| \| |
|  |                                                                              |
|  | Mojoceratops perifania                                                       |
|  |                                                                              |
|  | Chasmosaurus belli                                                           |
|  |                                                                              |
|  | Chasmosaurus russelli                                                        |
|  |                                                                              |

|  | Chasmosaurus belli    |
|  |                       |
|  | Chasmosaurus russelli |
|  |                       |

|  | \| \| Chasmosaurus belli \| \| \| \| \| \| Chasmosaurus russelli \| \| \| \| |
|  |                                                                              |
|  | Mojoceratops perifania                                                       |
|  |                                                                              |
|  | Chasmosaurus belli                                                           |
|  |                                                                              |
|  | Chasmosaurus russelli                                                        |
|  |                                                                              |

|  | Chasmosaurus belli    |
|  |                       |
|  | Chasmosaurus russelli |
|  |                       |

|  | Utahceratops gettyi       |
|  |                           |
|  | Pentaceratops sternbergii |
|  |                           |

|  | Bravoceratops polyphemus     |
|  |                              |
|  | Coahuilaceratops magnacuerna |
|  |                              |

|  | \| \| Chasmosaurus belli \| \| \| \| \| \| Chasmosaurus russelli \| \| \| \| |
|  |                                                                              |
|  | Mojoceratops perifania                                                       |
|  |                                                                              |
|  | Chasmosaurus belli                                                           |
|  |                                                                              |
|  | Chasmosaurus russelli                                                        |
|  |                                                                              |

|  | Chasmosaurus belli    |
|  |                       |
|  | Chasmosaurus russelli |
|  |                       |

|  | \| \| Chasmosaurus belli \| \| \| \| \| \| Chasmosaurus russelli \| \| \| \| |
|  |                                                                              |
|  | Mojoceratops perifania                                                       |
|  |                                                                              |
|  | Chasmosaurus belli                                                           |
|  |                                                                              |
|  | Chasmosaurus russelli                                                        |
|  |                                                                              |

|  | Chasmosaurus belli    |
|  |                       |
|  | Chasmosaurus russelli |
|  |                       |

|  | Utahceratops gettyi       |
|  |                           |
|  | Pentaceratops sternbergii |
|  |                           |

|  | \| \| Chasmosaurus belli \| \| \| \| \| \| Chasmosaurus russelli \| \| \| \| |
|  |                                                                              |
|  | Mojoceratops perifania                                                       |
|  |                                                                              |
|  | Chasmosaurus belli                                                           |
|  |                                                                              |
|  | Chasmosaurus russelli                                                        |
|  |                                                                              |

|  | Chasmosaurus belli    |
|  |                       |
|  | Chasmosaurus russelli |
|  |                       |

|  | \| \| Chasmosaurus belli \| \| \| \| \| \| Chasmosaurus russelli \| \| \| \| |
|  |                                                                              |
|  | Mojoceratops perifania                                                       |
|  |                                                                              |
|  | Chasmosaurus belli                                                           |
|  |                                                                              |
|  | Chasmosaurus russelli                                                        |
|  |                                                                              |

|  | Chasmosaurus belli    |
|  |                       |
|  | Chasmosaurus russelli |
|  |                       |

|  | Utahceratops gettyi       |
|  |                           |
|  | Pentaceratops sternbergii |
|  |                           |

|  | Bravoceratops polyphemus     |
|  |                              |
|  | Coahuilaceratops magnacuerna |
|  |                              |

|  | Anchiceratops ornatus     |
|  |                           |
|  | Arrhinoceratops brachyops |
|  |                           |

|  | Torosaurus latus     |
|  |                      |
|  | Torosaurus utahensis |
|  |                      |

|  | Triceratops horridus |
|  |                      |
|  | Triceratops prorsus  |
|  |                      |

|  | Torosaurus latus     |
|  |                      |
|  | Torosaurus utahensis |
|  |                      |

|  | Triceratops horridus |
|  |                      |
|  | Triceratops prorsus  |
|  |                      |

|  | Torosaurus latus     |
|  |                      |
|  | Torosaurus utahensis |
|  |                      |

|  | Triceratops horridus |
|  |                      |
|  | Triceratops prorsus  |
|  |                      |

|  | Torosaurus latus     |
|  |                      |
|  | Torosaurus utahensis |
|  |                      |

|  | Triceratops horridus |
|  |                      |
|  | Triceratops prorsus  |
|  |                      |

|  | Torosaurus latus     |
|  |                      |
|  | Torosaurus utahensis |
|  |                      |

|  | Triceratops horridus |
|  |                      |
|  | Triceratops prorsus  |
|  |                      |

|  | Torosaurus latus     |
|  |                      |
|  | Torosaurus utahensis |
|  |                      |

|  | Triceratops horridus |
|  |                      |
|  | Triceratops prorsus  |
|  |                      |

|  | Torosaurus latus     |
|  |                      |
|  | Torosaurus utahensis |
|  |                      |

|  | Triceratops horridus |
|  |                      |
|  | Triceratops prorsus  |
|  |                      |

|  | Torosaurus latus     |
|  |                      |
|  | Torosaurus utahensis |
|  |                      |

|  | Triceratops horridus |
|  |                      |
|  | Triceratops prorsus  |
|  |                      |

|  | Torosaurus latus     |
|  |                      |
|  | Torosaurus utahensis |
|  |                      |

|  | Triceratops horridus |
|  |                      |
|  | Triceratops prorsus  |
|  |                      |

|  | Torosaurus latus     |
|  |                      |
|  | Torosaurus utahensis |
|  |                      |

|  | Triceratops horridus |
|  |                      |
|  | Triceratops prorsus  |
|  |                      |

|  | Torosaurus latus     |
|  |                      |
|  | Torosaurus utahensis |
|  |                      |

|  | Triceratops horridus |
|  |                      |
|  | Triceratops prorsus  |
|  |                      |

|  | Torosaurus latus     |
|  |                      |
|  | Torosaurus utahensis |
|  |                      |

|  | Triceratops horridus |
|  |                      |
|  | Triceratops prorsus  |
|  |                      |

|  | Torosaurus latus     |
|  |                      |
|  | Torosaurus utahensis |
|  |                      |

|  | Triceratops horridus |
|  |                      |
|  | Triceratops prorsus  |
|  |                      |

|  | Torosaurus latus     |
|  |                      |
|  | Torosaurus utahensis |
|  |                      |

|  | Triceratops horridus |
|  |                      |
|  | Triceratops prorsus  |
|  |                      |

|  | Torosaurus latus     |
|  |                      |
|  | Torosaurus utahensis |
|  |                      |

|  | Triceratops horridus |
|  |                      |
|  | Triceratops prorsus  |
|  |                      |

|  | Torosaurus latus     |
|  |                      |
|  | Torosaurus utahensis |
|  |                      |

|  | Triceratops horridus |
|  |                      |
|  | Triceratops prorsus  |
|  |                      |

|  | Anchiceratops ornatus     |
|  |                           |
|  | Arrhinoceratops brachyops |
|  |                           |

|  | Torosaurus latus     |
|  |                      |
|  | Torosaurus utahensis |
|  |                      |

|  | Triceratops horridus |
|  |                      |
|  | Triceratops prorsus  |
|  |                      |

|  | Torosaurus latus     |
|  |                      |
|  | Torosaurus utahensis |
|  |                      |

|  | Triceratops horridus |
|  |                      |
|  | Triceratops prorsus  |
|  |                      |

|  | Torosaurus latus     |
|  |                      |
|  | Torosaurus utahensis |
|  |                      |

|  | Triceratops horridus |
|  |                      |
|  | Triceratops prorsus  |
|  |                      |

|  | Torosaurus latus     |
|  |                      |
|  | Torosaurus utahensis |
|  |                      |

|  | Triceratops horridus |
|  |                      |
|  | Triceratops prorsus  |
|  |                      |

|  | Torosaurus latus     |
|  |                      |
|  | Torosaurus utahensis |
|  |                      |

|  | Triceratops horridus |
|  |                      |
|  | Triceratops prorsus  |
|  |                      |

|  | Torosaurus latus     |
|  |                      |
|  | Torosaurus utahensis |
|  |                      |

|  | Triceratops horridus |
|  |                      |
|  | Triceratops prorsus  |
|  |                      |

|  | Torosaurus latus     |
|  |                      |
|  | Torosaurus utahensis |
|  |                      |

|  | Triceratops horridus |
|  |                      |
|  | Triceratops prorsus  |
|  |                      |

|  | Torosaurus latus     |
|  |                      |
|  | Torosaurus utahensis |
|  |                      |

|  | Triceratops horridus |
|  |                      |
|  | Triceratops prorsus  |
|  |                      |

|  | Torosaurus latus     |
|  |                      |
|  | Torosaurus utahensis |
|  |                      |

|  | Triceratops horridus |
|  |                      |
|  | Triceratops prorsus  |
|  |                      |

|  | Torosaurus latus     |
|  |                      |
|  | Torosaurus utahensis |
|  |                      |

|  | Triceratops horridus |
|  |                      |
|  | Triceratops prorsus  |
|  |                      |

|  | Torosaurus latus     |
|  |                      |
|  | Torosaurus utahensis |
|  |                      |

|  | Triceratops horridus |
|  |                      |
|  | Triceratops prorsus  |
|  |                      |

|  | Torosaurus latus     |
|  |                      |
|  | Torosaurus utahensis |
|  |                      |

|  | Triceratops horridus |
|  |                      |
|  | Triceratops prorsus  |
|  |                      |

|  | Torosaurus latus     |
|  |                      |
|  | Torosaurus utahensis |
|  |                      |

|  | Triceratops horridus |
|  |                      |
|  | Triceratops prorsus  |
|  |                      |

|  | Torosaurus latus     |
|  |                      |
|  | Torosaurus utahensis |
|  |                      |

|  | Triceratops horridus |
|  |                      |
|  | Triceratops prorsus  |
|  |                      |

|  | Torosaurus latus     |
|  |                      |
|  | Torosaurus utahensis |
|  |                      |

|  | Triceratops horridus |
|  |                      |
|  | Triceratops prorsus  |
|  |                      |

|  | Torosaurus latus     |
|  |                      |
|  | Torosaurus utahensis |
|  |                      |

|  | Triceratops horridus |
|  |                      |
|  | Triceratops prorsus  |
|  |                      |

|  | \| \| Chasmosaurus belli \| \| \| \| \| \| Chasmosaurus russelli \| \| \| \| |
|  |                                                                              |
|  | Mojoceratops perifania                                                       |
|  |                                                                              |
|  | Chasmosaurus belli                                                           |
|  |                                                                              |
|  | Chasmosaurus russelli                                                        |
|  |                                                                              |

|  | Chasmosaurus belli    |
|  |                       |
|  | Chasmosaurus russelli |
|  |                       |

|  | \| \| Chasmosaurus belli \| \| \| \| \| \| Chasmosaurus russelli \| \| \| \| |
|  |                                                                              |
|  | Mojoceratops perifania                                                       |
|  |                                                                              |
|  | Chasmosaurus belli                                                           |
|  |                                                                              |
|  | Chasmosaurus russelli                                                        |
|  |                                                                              |

|  | Chasmosaurus belli    |
|  |                       |
|  | Chasmosaurus russelli |
|  |                       |

|  | Utahceratops gettyi       |
|  |                           |
|  | Pentaceratops sternbergii |
|  |                           |

|  | \| \| Chasmosaurus belli \| \| \| \| \| \| Chasmosaurus russelli \| \| \| \| |
|  |                                                                              |
|  | Mojoceratops perifania                                                       |
|  |                                                                              |
|  | Chasmosaurus belli                                                           |
|  |                                                                              |
|  | Chasmosaurus russelli                                                        |
|  |                                                                              |

|  | Chasmosaurus belli    |
|  |                       |
|  | Chasmosaurus russelli |
|  |                       |

|  | \| \| Chasmosaurus belli \| \| \| \| \| \| Chasmosaurus russelli \| \| \| \| |
|  |                                                                              |
|  | Mojoceratops perifania                                                       |
|  |                                                                              |
|  | Chasmosaurus belli                                                           |
|  |                                                                              |
|  | Chasmosaurus russelli                                                        |
|  |                                                                              |

|  | Chasmosaurus belli    |
|  |                       |
|  | Chasmosaurus russelli |
|  |                       |

|  | Utahceratops gettyi       |
|  |                           |
|  | Pentaceratops sternbergii |
|  |                           |

|  | Bravoceratops polyphemus     |
|  |                              |
|  | Coahuilaceratops magnacuerna |
|  |                              |

|  | \| \| Chasmosaurus belli \| \| \| \| \| \| Chasmosaurus russelli \| \| \| \| |
|  |                                                                              |
|  | Mojoceratops perifania                                                       |
|  |                                                                              |
|  | Chasmosaurus belli                                                           |
|  |                                                                              |
|  | Chasmosaurus russelli                                                        |
|  |                                                                              |

|  | Chasmosaurus belli    |
|  |                       |
|  | Chasmosaurus russelli |
|  |                       |

|  | \| \| Chasmosaurus belli \| \| \| \| \| \| Chasmosaurus russelli \| \| \| \| |
|  |                                                                              |
|  | Mojoceratops perifania                                                       |
|  |                                                                              |
|  | Chasmosaurus belli                                                           |
|  |                                                                              |
|  | Chasmosaurus russelli                                                        |
|  |                                                                              |

|  | Chasmosaurus belli    |
|  |                       |
|  | Chasmosaurus russelli |
|  |                       |

|  | Utahceratops gettyi       |
|  |                           |
|  | Pentaceratops sternbergii |
|  |                           |

|  | \| \| Chasmosaurus belli \| \| \| \| \| \| Chasmosaurus russelli \| \| \| \| |
|  |                                                                              |
|  | Mojoceratops perifania                                                       |
|  |                                                                              |
|  | Chasmosaurus belli                                                           |
|  |                                                                              |
|  | Chasmosaurus russelli                                                        |
|  |                                                                              |

|  | Chasmosaurus belli    |
|  |                       |
|  | Chasmosaurus russelli |
|  |                       |

|  | \| \| Chasmosaurus belli \| \| \| \| \| \| Chasmosaurus russelli \| \| \| \| |
|  |                                                                              |
|  | Mojoceratops perifania                                                       |
|  |                                                                              |
|  | Chasmosaurus belli                                                           |
|  |                                                                              |
|  | Chasmosaurus russelli                                                        |
|  |                                                                              |

|  | Chasmosaurus belli    |
|  |                       |
|  | Chasmosaurus russelli |
|  |                       |

|  | Utahceratops gettyi       |
|  |                           |
|  | Pentaceratops sternbergii |
|  |                           |

|  | Bravoceratops polyphemus     |
|  |                              |
|  | Coahuilaceratops magnacuerna |
|  |                              |

|  | Anchiceratops ornatus     |
|  |                           |
|  | Arrhinoceratops brachyops |
|  |                           |

|  | Torosaurus latus     |
|  |                      |
|  | Torosaurus utahensis |
|  |                      |

|  | Triceratops horridus |
|  |                      |
|  | Triceratops prorsus  |
|  |                      |

|  | Torosaurus latus     |
|  |                      |
|  | Torosaurus utahensis |
|  |                      |

|  | Triceratops horridus |
|  |                      |
|  | Triceratops prorsus  |
|  |                      |

|  | Torosaurus latus     |
|  |                      |
|  | Torosaurus utahensis |
|  |                      |

|  | Triceratops horridus |
|  |                      |
|  | Triceratops prorsus  |
|  |                      |

|  | Torosaurus latus     |
|  |                      |
|  | Torosaurus utahensis |
|  |                      |

|  | Triceratops horridus |
|  |                      |
|  | Triceratops prorsus  |
|  |                      |

|  | Torosaurus latus     |
|  |                      |
|  | Torosaurus utahensis |
|  |                      |

|  | Triceratops horridus |
|  |                      |
|  | Triceratops prorsus  |
|  |                      |

|  | Torosaurus latus     |
|  |                      |
|  | Torosaurus utahensis |
|  |                      |

|  | Triceratops horridus |
|  |                      |
|  | Triceratops prorsus  |
|  |                      |

|  | Torosaurus latus     |
|  |                      |
|  | Torosaurus utahensis |
|  |                      |

|  | Triceratops horridus |
|  |                      |
|  | Triceratops prorsus  |
|  |                      |

|  | Torosaurus latus     |
|  |                      |
|  | Torosaurus utahensis |
|  |                      |

|  | Triceratops horridus |
|  |                      |
|  | Triceratops prorsus  |
|  |                      |

|  | Torosaurus latus     |
|  |                      |
|  | Torosaurus utahensis |
|  |                      |

|  | Triceratops horridus |
|  |                      |
|  | Triceratops prorsus  |
|  |                      |

|  | Torosaurus latus     |
|  |                      |
|  | Torosaurus utahensis |
|  |                      |

|  | Triceratops horridus |
|  |                      |
|  | Triceratops prorsus  |
|  |                      |

|  | Torosaurus latus     |
|  |                      |
|  | Torosaurus utahensis |
|  |                      |

|  | Triceratops horridus |
|  |                      |
|  | Triceratops prorsus  |
|  |                      |

|  | Torosaurus latus     |
|  |                      |
|  | Torosaurus utahensis |
|  |                      |

|  | Triceratops horridus |
|  |                      |
|  | Triceratops prorsus  |
|  |                      |

|  | Torosaurus latus     |
|  |                      |
|  | Torosaurus utahensis |
|  |                      |

|  | Triceratops horridus |
|  |                      |
|  | Triceratops prorsus  |
|  |                      |

|  | Torosaurus latus     |
|  |                      |
|  | Torosaurus utahensis |
|  |                      |

|  | Triceratops horridus |
|  |                      |
|  | Triceratops prorsus  |
|  |                      |

|  | Torosaurus latus     |
|  |                      |
|  | Torosaurus utahensis |
|  |                      |

|  | Triceratops horridus |
|  |                      |
|  | Triceratops prorsus  |
|  |                      |

|  | Torosaurus latus     |
|  |                      |
|  | Torosaurus utahensis |
|  |                      |

|  | Triceratops horridus |
|  |                      |
|  | Triceratops prorsus  |
|  |                      |

|  | Anchiceratops ornatus     |
|  |                           |
|  | Arrhinoceratops brachyops |
|  |                           |

|  | Torosaurus latus     |
|  |                      |
|  | Torosaurus utahensis |
|  |                      |

|  | Triceratops horridus |
|  |                      |
|  | Triceratops prorsus  |
|  |                      |

|  | Torosaurus latus     |
|  |                      |
|  | Torosaurus utahensis |
|  |                      |

|  | Triceratops horridus |
|  |                      |
|  | Triceratops prorsus  |
|  |                      |

|  | Torosaurus latus     |
|  |                      |
|  | Torosaurus utahensis |
|  |                      |

|  | Triceratops horridus |
|  |                      |
|  | Triceratops prorsus  |
|  |                      |

|  | Torosaurus latus     |
|  |                      |
|  | Torosaurus utahensis |
|  |                      |

|  | Triceratops horridus |
|  |                      |
|  | Triceratops prorsus  |
|  |                      |

|  | Torosaurus latus     |
|  |                      |
|  | Torosaurus utahensis |
|  |                      |

|  | Triceratops horridus |
|  |                      |
|  | Triceratops prorsus  |
|  |                      |

|  | Torosaurus latus     |
|  |                      |
|  | Torosaurus utahensis |
|  |                      |

|  | Triceratops horridus |
|  |                      |
|  | Triceratops prorsus  |
|  |                      |

|  | Torosaurus latus     |
|  |                      |
|  | Torosaurus utahensis |
|  |                      |

|  | Triceratops horridus |
|  |                      |
|  | Triceratops prorsus  |
|  |                      |

|  | Torosaurus latus     |
|  |                      |
|  | Torosaurus utahensis |
|  |                      |

|  | Triceratops horridus |
|  |                      |
|  | Triceratops prorsus  |
|  |                      |

|  | Torosaurus latus     |
|  |                      |
|  | Torosaurus utahensis |
|  |                      |

|  | Triceratops horridus |
|  |                      |
|  | Triceratops prorsus  |
|  |                      |

|  | Torosaurus latus     |
|  |                      |
|  | Torosaurus utahensis |
|  |                      |

|  | Triceratops horridus |
|  |                      |
|  | Triceratops prorsus  |
|  |                      |

|  | Torosaurus latus     |
|  |                      |
|  | Torosaurus utahensis |
|  |                      |

|  | Triceratops horridus |
|  |                      |
|  | Triceratops prorsus  |
|  |                      |

|  | Torosaurus latus     |
|  |                      |
|  | Torosaurus utahensis |
|  |                      |

|  | Triceratops horridus |
|  |                      |
|  | Triceratops prorsus  |
|  |                      |

|  | Torosaurus latus     |
|  |                      |
|  | Torosaurus utahensis |
|  |                      |

|  | Triceratops horridus |
|  |                      |
|  | Triceratops prorsus  |
|  |                      |

|  | Torosaurus latus     |
|  |                      |
|  | Torosaurus utahensis |
|  |                      |

|  | Triceratops horridus |
|  |                      |
|  | Triceratops prorsus  |
|  |                      |

|  | Torosaurus latus     |
|  |                      |
|  | Torosaurus utahensis |
|  |                      |

|  | Triceratops horridus |
|  |                      |
|  | Triceratops prorsus  |
|  |                      |

|  | Torosaurus latus     |
|  |                      |
|  | Torosaurus utahensis |
|  |                      |

|  | Triceratops horridus |
|  |                      |
|  | Triceratops prorsus  |
|  |                      |

|  | Vagaceratops irvinensis   |
|  |                           |
|  | Kosmoceratops richardsoni |
|  |                           |

|  | \| \| Chasmosaurus belli \| \| \| \| \| \| Chasmosaurus russelli \| \| \| \| |
|  |                                                                              |
|  | Mojoceratops perifania                                                       |
|  |                                                                              |
|  | Chasmosaurus belli                                                           |
|  |                                                                              |
|  | Chasmosaurus russelli                                                        |
|  |                                                                              |

|  | Chasmosaurus belli    |
|  |                       |
|  | Chasmosaurus russelli |
|  |                       |

|  | \| \| Chasmosaurus belli \| \| \| \| \| \| Chasmosaurus russelli \| \| \| \| |
|  |                                                                              |
|  | Mojoceratops perifania                                                       |
|  |                                                                              |
|  | Chasmosaurus belli                                                           |
|  |                                                                              |
|  | Chasmosaurus russelli                                                        |
|  |                                                                              |

|  | Chasmosaurus belli    |
|  |                       |
|  | Chasmosaurus russelli |
|  |                       |

|  | Utahceratops gettyi       |
|  |                           |
|  | Pentaceratops sternbergii |
|  |                           |

|  | \| \| Chasmosaurus belli \| \| \| \| \| \| Chasmosaurus russelli \| \| \| \| |
|  |                                                                              |
|  | Mojoceratops perifania                                                       |
|  |                                                                              |
|  | Chasmosaurus belli                                                           |
|  |                                                                              |
|  | Chasmosaurus russelli                                                        |
|  |                                                                              |

|  | Chasmosaurus belli    |
|  |                       |
|  | Chasmosaurus russelli |
|  |                       |

|  | \| \| Chasmosaurus belli \| \| \| \| \| \| Chasmosaurus russelli \| \| \| \| |
|  |                                                                              |
|  | Mojoceratops perifania                                                       |
|  |                                                                              |
|  | Chasmosaurus belli                                                           |
|  |                                                                              |
|  | Chasmosaurus russelli                                                        |
|  |                                                                              |

|  | Chasmosaurus belli    |
|  |                       |
|  | Chasmosaurus russelli |
|  |                       |

|  | Utahceratops gettyi       |
|  |                           |
|  | Pentaceratops sternbergii |
|  |                           |

|  | Bravoceratops polyphemus     |
|  |                              |
|  | Coahuilaceratops magnacuerna |
|  |                              |

|  | \| \| Chasmosaurus belli \| \| \| \| \| \| Chasmosaurus russelli \| \| \| \| |
|  |                                                                              |
|  | Mojoceratops perifania                                                       |
|  |                                                                              |
|  | Chasmosaurus belli                                                           |
|  |                                                                              |
|  | Chasmosaurus russelli                                                        |
|  |                                                                              |

|  | Chasmosaurus belli    |
|  |                       |
|  | Chasmosaurus russelli |
|  |                       |

|  | \| \| Chasmosaurus belli \| \| \| \| \| \| Chasmosaurus russelli \| \| \| \| |
|  |                                                                              |
|  | Mojoceratops perifania                                                       |
|  |                                                                              |
|  | Chasmosaurus belli                                                           |
|  |                                                                              |
|  | Chasmosaurus russelli                                                        |
|  |                                                                              |

|  | Chasmosaurus belli    |
|  |                       |
|  | Chasmosaurus russelli |
|  |                       |

|  | Utahceratops gettyi       |
|  |                           |
|  | Pentaceratops sternbergii |
|  |                           |

|  | \| \| Chasmosaurus belli \| \| \| \| \| \| Chasmosaurus russelli \| \| \| \| |
|  |                                                                              |
|  | Mojoceratops perifania                                                       |
|  |                                                                              |
|  | Chasmosaurus belli                                                           |
|  |                                                                              |
|  | Chasmosaurus russelli                                                        |
|  |                                                                              |

|  | Chasmosaurus belli    |
|  |                       |
|  | Chasmosaurus russelli |
|  |                       |

|  | \| \| Chasmosaurus belli \| \| \| \| \| \| Chasmosaurus russelli \| \| \| \| |
|  |                                                                              |
|  | Mojoceratops perifania                                                       |
|  |                                                                              |
|  | Chasmosaurus belli                                                           |
|  |                                                                              |
|  | Chasmosaurus russelli                                                        |
|  |                                                                              |

|  | Chasmosaurus belli    |
|  |                       |
|  | Chasmosaurus russelli |
|  |                       |

|  | Utahceratops gettyi       |
|  |                           |
|  | Pentaceratops sternbergii |
|  |                           |

|  | Bravoceratops polyphemus     |
|  |                              |
|  | Coahuilaceratops magnacuerna |
|  |                              |

|  | Anchiceratops ornatus     |
|  |                           |
|  | Arrhinoceratops brachyops |
|  |                           |

|  | Torosaurus latus     |
|  |                      |
|  | Torosaurus utahensis |
|  |                      |

|  | Triceratops horridus |
|  |                      |
|  | Triceratops prorsus  |
|  |                      |

|  | Torosaurus latus     |
|  |                      |
|  | Torosaurus utahensis |
|  |                      |

|  | Triceratops horridus |
|  |                      |
|  | Triceratops prorsus  |
|  |                      |

|  | Torosaurus latus     |
|  |                      |
|  | Torosaurus utahensis |
|  |                      |

|  | Triceratops horridus |
|  |                      |
|  | Triceratops prorsus  |
|  |                      |

|  | Torosaurus latus     |
|  |                      |
|  | Torosaurus utahensis |
|  |                      |

|  | Triceratops horridus |
|  |                      |
|  | Triceratops prorsus  |
|  |                      |

|  | Torosaurus latus     |
|  |                      |
|  | Torosaurus utahensis |
|  |                      |

|  | Triceratops horridus |
|  |                      |
|  | Triceratops prorsus  |
|  |                      |

|  | Torosaurus latus     |
|  |                      |
|  | Torosaurus utahensis |
|  |                      |

|  | Triceratops horridus |
|  |                      |
|  | Triceratops prorsus  |
|  |                      |

|  | Torosaurus latus     |
|  |                      |
|  | Torosaurus utahensis |
|  |                      |

|  | Triceratops horridus |
|  |                      |
|  | Triceratops prorsus  |
|  |                      |

|  | Torosaurus latus     |
|  |                      |
|  | Torosaurus utahensis |
|  |                      |

|  | Triceratops horridus |
|  |                      |
|  | Triceratops prorsus  |
|  |                      |

|  | Torosaurus latus     |
|  |                      |
|  | Torosaurus utahensis |
|  |                      |

|  | Triceratops horridus |
|  |                      |
|  | Triceratops prorsus  |
|  |                      |

|  | Torosaurus latus     |
|  |                      |
|  | Torosaurus utahensis |
|  |                      |

|  | Triceratops horridus |
|  |                      |
|  | Triceratops prorsus  |
|  |                      |

|  | Torosaurus latus     |
|  |                      |
|  | Torosaurus utahensis |
|  |                      |

|  | Triceratops horridus |
|  |                      |
|  | Triceratops prorsus  |
|  |                      |

|  | Torosaurus latus     |
|  |                      |
|  | Torosaurus utahensis |
|  |                      |

|  | Triceratops horridus |
|  |                      |
|  | Triceratops prorsus  |
|  |                      |

|  | Torosaurus latus     |
|  |                      |
|  | Torosaurus utahensis |
|  |                      |

|  | Triceratops horridus |
|  |                      |
|  | Triceratops prorsus  |
|  |                      |

|  | Torosaurus latus     |
|  |                      |
|  | Torosaurus utahensis |
|  |                      |

|  | Triceratops horridus |
|  |                      |
|  | Triceratops prorsus  |
|  |                      |

|  | Torosaurus latus     |
|  |                      |
|  | Torosaurus utahensis |
|  |                      |

|  | Triceratops horridus |
|  |                      |
|  | Triceratops prorsus  |
|  |                      |

|  | Torosaurus latus     |
|  |                      |
|  | Torosaurus utahensis |
|  |                      |

|  | Triceratops horridus |
|  |                      |
|  | Triceratops prorsus  |
|  |                      |

|  | Anchiceratops ornatus     |
|  |                           |
|  | Arrhinoceratops brachyops |
|  |                           |

|  | Torosaurus latus     |
|  |                      |
|  | Torosaurus utahensis |
|  |                      |

|  | Triceratops horridus |
|  |                      |
|  | Triceratops prorsus  |
|  |                      |

|  | Torosaurus latus     |
|  |                      |
|  | Torosaurus utahensis |
|  |                      |

|  | Triceratops horridus |
|  |                      |
|  | Triceratops prorsus  |
|  |                      |

|  | Torosaurus latus     |
|  |                      |
|  | Torosaurus utahensis |
|  |                      |

|  | Triceratops horridus |
|  |                      |
|  | Triceratops prorsus  |
|  |                      |

|  | Torosaurus latus     |
|  |                      |
|  | Torosaurus utahensis |
|  |                      |

|  | Triceratops horridus |
|  |                      |
|  | Triceratops prorsus  |
|  |                      |

|  | Torosaurus latus     |
|  |                      |
|  | Torosaurus utahensis |
|  |                      |

|  | Triceratops horridus |
|  |                      |
|  | Triceratops prorsus  |
|  |                      |

|  | Torosaurus latus     |
|  |                      |
|  | Torosaurus utahensis |
|  |                      |

|  | Triceratops horridus |
|  |                      |
|  | Triceratops prorsus  |
|  |                      |

|  | Torosaurus latus     |
|  |                      |
|  | Torosaurus utahensis |
|  |                      |

|  | Triceratops horridus |
|  |                      |
|  | Triceratops prorsus  |
|  |                      |

|  | Torosaurus latus     |
|  |                      |
|  | Torosaurus utahensis |
|  |                      |

|  | Triceratops horridus |
|  |                      |
|  | Triceratops prorsus  |
|  |                      |

|  | Torosaurus latus     |
|  |                      |
|  | Torosaurus utahensis |
|  |                      |

|  | Triceratops horridus |
|  |                      |
|  | Triceratops prorsus  |
|  |                      |

|  | Torosaurus latus     |
|  |                      |
|  | Torosaurus utahensis |
|  |                      |

|  | Triceratops horridus |
|  |                      |
|  | Triceratops prorsus  |
|  |                      |

|  | Torosaurus latus     |
|  |                      |
|  | Torosaurus utahensis |
|  |                      |

|  | Triceratops horridus |
|  |                      |
|  | Triceratops prorsus  |
|  |                      |

|  | Torosaurus latus     |
|  |                      |
|  | Torosaurus utahensis |
|  |                      |

|  | Triceratops horridus |
|  |                      |
|  | Triceratops prorsus  |
|  |                      |

|  | Torosaurus latus     |
|  |                      |
|  | Torosaurus utahensis |
|  |                      |

|  | Triceratops horridus |
|  |                      |
|  | Triceratops prorsus  |
|  |                      |

|  | Torosaurus latus     |
|  |                      |
|  | Torosaurus utahensis |
|  |                      |

|  | Triceratops horridus |
|  |                      |
|  | Triceratops prorsus  |
|  |                      |

|  | Torosaurus latus     |
|  |                      |
|  | Torosaurus utahensis |
|  |                      |

|  | Triceratops horridus |
|  |                      |
|  | Triceratops prorsus  |
|  |                      |

|  | Torosaurus latus     |
|  |                      |
|  | Torosaurus utahensis |
|  |                      |

|  | Triceratops horridus |
|  |                      |
|  | Triceratops prorsus  |
|  |                      |

|  | \| \| Chasmosaurus belli \| \| \| \| \| \| Chasmosaurus russelli \| \| \| \| |
|  |                                                                              |
|  | Mojoceratops perifania                                                       |
|  |                                                                              |
|  | Chasmosaurus belli                                                           |
|  |                                                                              |
|  | Chasmosaurus russelli                                                        |
|  |                                                                              |

|  | Chasmosaurus belli    |
|  |                       |
|  | Chasmosaurus russelli |
|  |                       |

|  | \| \| Chasmosaurus belli \| \| \| \| \| \| Chasmosaurus russelli \| \| \| \| |
|  |                                                                              |
|  | Mojoceratops perifania                                                       |
|  |                                                                              |
|  | Chasmosaurus belli                                                           |
|  |                                                                              |
|  | Chasmosaurus russelli                                                        |
|  |                                                                              |

|  | Chasmosaurus belli    |
|  |                       |
|  | Chasmosaurus russelli |
|  |                       |

|  | Utahceratops gettyi       |
|  |                           |
|  | Pentaceratops sternbergii |
|  |                           |

|  | \| \| Chasmosaurus belli \| \| \| \| \| \| Chasmosaurus russelli \| \| \| \| |
|  |                                                                              |
|  | Mojoceratops perifania                                                       |
|  |                                                                              |
|  | Chasmosaurus belli                                                           |
|  |                                                                              |
|  | Chasmosaurus russelli                                                        |
|  |                                                                              |

|  | Chasmosaurus belli    |
|  |                       |
|  | Chasmosaurus russelli |
|  |                       |

|  | \| \| Chasmosaurus belli \| \| \| \| \| \| Chasmosaurus russelli \| \| \| \| |
|  |                                                                              |
|  | Mojoceratops perifania                                                       |
|  |                                                                              |
|  | Chasmosaurus belli                                                           |
|  |                                                                              |
|  | Chasmosaurus russelli                                                        |
|  |                                                                              |

|  | Chasmosaurus belli    |
|  |                       |
|  | Chasmosaurus russelli |
|  |                       |

|  | Utahceratops gettyi       |
|  |                           |
|  | Pentaceratops sternbergii |
|  |                           |

|  | Bravoceratops polyphemus     |
|  |                              |
|  | Coahuilaceratops magnacuerna |
|  |                              |

|  | \| \| Chasmosaurus belli \| \| \| \| \| \| Chasmosaurus russelli \| \| \| \| |
|  |                                                                              |
|  | Mojoceratops perifania                                                       |
|  |                                                                              |
|  | Chasmosaurus belli                                                           |
|  |                                                                              |
|  | Chasmosaurus russelli                                                        |
|  |                                                                              |

|  | Chasmosaurus belli    |
|  |                       |
|  | Chasmosaurus russelli |
|  |                       |

|  | \| \| Chasmosaurus belli \| \| \| \| \| \| Chasmosaurus russelli \| \| \| \| |
|  |                                                                              |
|  | Mojoceratops perifania                                                       |
|  |                                                                              |
|  | Chasmosaurus belli                                                           |
|  |                                                                              |
|  | Chasmosaurus russelli                                                        |
|  |                                                                              |

|  | Chasmosaurus belli    |
|  |                       |
|  | Chasmosaurus russelli |
|  |                       |

|  | Utahceratops gettyi       |
|  |                           |
|  | Pentaceratops sternbergii |
|  |                           |

|  | \| \| Chasmosaurus belli \| \| \| \| \| \| Chasmosaurus russelli \| \| \| \| |
|  |                                                                              |
|  | Mojoceratops perifania                                                       |
|  |                                                                              |
|  | Chasmosaurus belli                                                           |
|  |                                                                              |
|  | Chasmosaurus russelli                                                        |
|  |                                                                              |

|  | Chasmosaurus belli    |
|  |                       |
|  | Chasmosaurus russelli |
|  |                       |

|  | \| \| Chasmosaurus belli \| \| \| \| \| \| Chasmosaurus russelli \| \| \| \| |
|  |                                                                              |
|  | Mojoceratops perifania                                                       |
|  |                                                                              |
|  | Chasmosaurus belli                                                           |
|  |                                                                              |
|  | Chasmosaurus russelli                                                        |
|  |                                                                              |

|  | Chasmosaurus belli    |
|  |                       |
|  | Chasmosaurus russelli |
|  |                       |

|  | Utahceratops gettyi       |
|  |                           |
|  | Pentaceratops sternbergii |
|  |                           |

|  | Bravoceratops polyphemus     |
|  |                              |
|  | Coahuilaceratops magnacuerna |
|  |                              |

|  | Anchiceratops ornatus     |
|  |                           |
|  | Arrhinoceratops brachyops |
|  |                           |

|  | Torosaurus latus     |
|  |                      |
|  | Torosaurus utahensis |
|  |                      |

|  | Triceratops horridus |
|  |                      |
|  | Triceratops prorsus  |
|  |                      |

|  | Torosaurus latus     |
|  |                      |
|  | Torosaurus utahensis |
|  |                      |

|  | Triceratops horridus |
|  |                      |
|  | Triceratops prorsus  |
|  |                      |

|  | Torosaurus latus     |
|  |                      |
|  | Torosaurus utahensis |
|  |                      |

|  | Triceratops horridus |
|  |                      |
|  | Triceratops prorsus  |
|  |                      |

|  | Torosaurus latus     |
|  |                      |
|  | Torosaurus utahensis |
|  |                      |

|  | Triceratops horridus |
|  |                      |
|  | Triceratops prorsus  |
|  |                      |

|  | Torosaurus latus     |
|  |                      |
|  | Torosaurus utahensis |
|  |                      |

|  | Triceratops horridus |
|  |                      |
|  | Triceratops prorsus  |
|  |                      |

|  | Torosaurus latus     |
|  |                      |
|  | Torosaurus utahensis |
|  |                      |

|  | Triceratops horridus |
|  |                      |
|  | Triceratops prorsus  |
|  |                      |

|  | Torosaurus latus     |
|  |                      |
|  | Torosaurus utahensis |
|  |                      |

|  | Triceratops horridus |
|  |                      |
|  | Triceratops prorsus  |
|  |                      |

|  | Torosaurus latus     |
|  |                      |
|  | Torosaurus utahensis |
|  |                      |

|  | Triceratops horridus |
|  |                      |
|  | Triceratops prorsus  |
|  |                      |

|  | Torosaurus latus     |
|  |                      |
|  | Torosaurus utahensis |
|  |                      |

|  | Triceratops horridus |
|  |                      |
|  | Triceratops prorsus  |
|  |                      |

|  | Torosaurus latus     |
|  |                      |
|  | Torosaurus utahensis |
|  |                      |

|  | Triceratops horridus |
|  |                      |
|  | Triceratops prorsus  |
|  |                      |

|  | Torosaurus latus     |
|  |                      |
|  | Torosaurus utahensis |
|  |                      |

|  | Triceratops horridus |
|  |                      |
|  | Triceratops prorsus  |
|  |                      |

|  | Torosaurus latus     |
|  |                      |
|  | Torosaurus utahensis |
|  |                      |

|  | Triceratops horridus |
|  |                      |
|  | Triceratops prorsus  |
|  |                      |

|  | Torosaurus latus     |
|  |                      |
|  | Torosaurus utahensis |
|  |                      |

|  | Triceratops horridus |
|  |                      |
|  | Triceratops prorsus  |
|  |                      |

|  | Torosaurus latus     |
|  |                      |
|  | Torosaurus utahensis |
|  |                      |

|  | Triceratops horridus |
|  |                      |
|  | Triceratops prorsus  |
|  |                      |

|  | Torosaurus latus     |
|  |                      |
|  | Torosaurus utahensis |
|  |                      |

|  | Triceratops horridus |
|  |                      |
|  | Triceratops prorsus  |
|  |                      |

|  | Torosaurus latus     |
|  |                      |
|  | Torosaurus utahensis |
|  |                      |

|  | Triceratops horridus |
|  |                      |
|  | Triceratops prorsus  |
|  |                      |

|  | Anchiceratops ornatus     |
|  |                           |
|  | Arrhinoceratops brachyops |
|  |                           |

|  | Torosaurus latus     |
|  |                      |
|  | Torosaurus utahensis |
|  |                      |

|  | Triceratops horridus |
|  |                      |
|  | Triceratops prorsus  |
|  |                      |

|  | Torosaurus latus     |
|  |                      |
|  | Torosaurus utahensis |
|  |                      |

|  | Triceratops horridus |
|  |                      |
|  | Triceratops prorsus  |
|  |                      |

|  | Torosaurus latus     |
|  |                      |
|  | Torosaurus utahensis |
|  |                      |

|  | Triceratops horridus |
|  |                      |
|  | Triceratops prorsus  |
|  |                      |

|  | Torosaurus latus     |
|  |                      |
|  | Torosaurus utahensis |
|  |                      |

|  | Triceratops horridus |
|  |                      |
|  | Triceratops prorsus  |
|  |                      |

|  | Torosaurus latus     |
|  |                      |
|  | Torosaurus utahensis |
|  |                      |

|  | Triceratops horridus |
|  |                      |
|  | Triceratops prorsus  |
|  |                      |

|  | Torosaurus latus     |
|  |                      |
|  | Torosaurus utahensis |
|  |                      |

|  | Triceratops horridus |
|  |                      |
|  | Triceratops prorsus  |
|  |                      |

|  | Torosaurus latus     |
|  |                      |
|  | Torosaurus utahensis |
|  |                      |

|  | Triceratops horridus |
|  |                      |
|  | Triceratops prorsus  |
|  |                      |

|  | Torosaurus latus     |
|  |                      |
|  | Torosaurus utahensis |
|  |                      |

|  | Triceratops horridus |
|  |                      |
|  | Triceratops prorsus  |
|  |                      |

|  | Torosaurus latus     |
|  |                      |
|  | Torosaurus utahensis |
|  |                      |

|  | Triceratops horridus |
|  |                      |
|  | Triceratops prorsus  |
|  |                      |

|  | Torosaurus latus     |
|  |                      |
|  | Torosaurus utahensis |
|  |                      |

|  | Triceratops horridus |
|  |                      |
|  | Triceratops prorsus  |
|  |                      |

|  | Torosaurus latus     |
|  |                      |
|  | Torosaurus utahensis |
|  |                      |

|  | Triceratops horridus |
|  |                      |
|  | Triceratops prorsus  |
|  |                      |

|  | Torosaurus latus     |
|  |                      |
|  | Torosaurus utahensis |
|  |                      |

|  | Triceratops horridus |
|  |                      |
|  | Triceratops prorsus  |
|  |                      |

|  | Torosaurus latus     |
|  |                      |
|  | Torosaurus utahensis |
|  |                      |

|  | Triceratops horridus |
|  |                      |
|  | Triceratops prorsus  |
|  |                      |

|  | Torosaurus latus     |
|  |                      |
|  | Torosaurus utahensis |
|  |                      |

|  | Triceratops horridus |
|  |                      |
|  | Triceratops prorsus  |
|  |                      |

|  | Torosaurus latus     |
|  |                      |
|  | Torosaurus utahensis |
|  |                      |

|  | Triceratops horridus |
|  |                      |
|  | Triceratops prorsus  |
|  |                      |

|  | Torosaurus latus     |
|  |                      |
|  | Torosaurus utahensis |
|  |                      |

|  | Triceratops horridus |
|  |                      |
|  | Triceratops prorsus  |
|  |                      |